# Ян Цетнер (львівський староста)
Ян Цетнер гербу Пшерова (пол. Jan Cetner; ? — 11 грудня 1679 або 1680) — польський шляхтич, військовик, урядник Корони Польської в Речі Посполитій. Полковник королівських військ. Представник роду Цетнерів.

## Життєпис
Син Александера Цетнера та його дружини Анни із Замойських гербу Єліта (1615 —?), доньки львівського каштеляна Вацлава Яна Замойського.
Розпочав службу під керівництвом батька. 1663 року брав участь у виправі проти козаків. Як щуровицький староста 1662 року був записаний на навчання в університеті Ґрацу, 1663 року був записаний студентом Паризького університету.
У 1666, 1668, 1675, 1678 роках був обраний послом від Галицької землі на Сейм, 1676 року був одним з комісарів для розсудження кривд та збитків на польсько-угорському кордоні, встановлення там осередків заспокоєння. 1676 року був депутатом до короля. 1667 року був депутатом Коронного трибуналу, 1670 року — маршалком Галицького сеймику, 1674 року — Вишенського. Електор королів Міхала Вишневецького, Яна III Собєського. 26 серпня 1671 року брав участь у битві під Брацлавом проти татар. 1671 року батько Александер йому переказав королівщину Стоки, за дозволом короля — свою панцерну корогву. Ян Собєський згадав Цетнера в листі до короля після перемоги у битві під Немировом 8 жовтня 1672 року над татарами як одного з щирих, мужніх помічників. 24 серпня 1675 року з своєю корогвою брав участь у битві під Львовом. За наказом короля половина його полку піхоти (160 жовнірів, більшість загинули) під проводом Яна Самуеля Хшановского зміцнила оборону Теребовлі. 2 квітня 1676 року з дозволу короля став львівським старостою після Яна Мнішека (старости радзинського, глинянського, коменданта Львова у 1657 р.); названий в документі полковником. За життя батька отримав королівщини, пізніше став власником більших маєтностей у Руському та Подільському воєводствах. Заборгував Валеріянові Альнпеху 800 злотих.
Помер 11 грудня 1679 або 1680 року.

### Родина
Дружина — Зофіанна (Софія Анна) (за Каспером Нєсєцким — Констанція, Адам Бонецький називав її Софія) Данилович, донька старости червоногородського, перемишльського, коронного підчашого Миколая Даниловича (?—1676) та його дружини Аполінарії Немоєвської (пол. Apolinara Niemojewska) гербу Роля. З тестем мав непорозуміння (тесть оскаржував у Люблінському трибуналі напади, насилля в маєтності Рихтичі 1672 року). Невдовзі помирились, тесть відступив йому королівщину Ляшки. Мав 7 дітей, з них:
- Александер (пом. 1709) — староста щуровицький, теребовлянський (з 11 лютого 1704)
- Юзеф — волинський каштелян,[10] дідич містечка Губків[12]
- Францішек — смоленський воєвода[10]
- Теофіля Тереса — дружина белзького старости Юзефа Феліцяна Потоцького, мати Францішека Салезія Потоцького[13]. Вдова Яна Цетнера вийшла заміж вдруге за бжесць-куявського воєводу Зигмунта Домбського (пол. Zygmunt Dąbski).[10]

К. Несецький стверджував, що Ян Цетнер мав три доньки:
- Тереса[7][14] — перша дружина брацлавського воєводи Яна Потоцького[7].[15]
- Гелена — дружина подільського підкоморія Миколая Лянцкоронського
- Дорота — дружина великого коронного гетьмана, белзького воєводи Станіслава Жевуського.[7]